# Aconitina
L'aconitina è un potente alcaloide diterpenoidico (pseudoalcaloide dato che non è derivato da amminoacidi) che si trova in alcune specie della famiglia Ranunculaceae appartenenti al genere Aconitum.
L'aconitina è il secondo veleno vegetale più attivo al mondo dopo la nepalina. La specie più ricca in aconitina è Aconitum napellus in cui è stata trovata in ogni parte. L'organo che contiene la maggior quantità di aconitina è la radice a tubero.
L'aconitina non è l'unico alcaloide presente nella pianta ma ne è il principale per concentrazione.
È un diestere dell'aconina con gli acidi acetico e benzoico. Ha formula chimica C34H47NO11. Deriva dalla ciclizzazione del geranilgeranil pirofosfato che dopo successive modifiche diventa atisina alla quale viene incorporata una unità 2-amminoetanolica.
I passaggi della via del metabolismo secondario che portano alla formazione dell'aconitina non sono tuttora completamente chiari. L'attività della aconitina è paragonabile a quella delle neurotossine, agisce cioè sui canali del sodio attivandoli. L'aconitina può essere assorbita sia per ingestione che per contatto.
Questo principio attivo estratto dalle radici veniva impiegato in India per l'esecuzione di pene capitali. Durante la seconda guerra mondiale ne erano in possesso spie che dovevano uccidersi in caso di cattura.
Nel Cinquecento a Roma e Praga i condannati a morte facevano da cavia negli esperimenti per scoprire un antidoto.
In Cina (ove figura in 4 preparazioni della farmacopea ufficiale) è tuttora ritenuta dotata di efficace attività anticongestionale e antitosse (si segue una particolare preparazione con cottura delle radici per 6-8 ore, cosicché mediante processi idrolitici si determina diminuzione della tossicità).